# 相模原市立星が丘小学校
相模原市立星が丘小学校（さがみはらしりつ ほしがおかしょうがっこう）は、神奈川県相模原市中央区星が丘3丁目にある公立小学校である。

## 沿革
- 1948年（昭和23年） - 上溝小学校星ケ丘分校として開校[1]。
- 1949年（昭和24年）4月 - 上溝小学校から独立し、相模原町立星ケ丘小学校として開校[2][1]。
- 1954年（昭和29年）11月20日 - 相模原町の市制施行により、相模原市立星ケ丘小学校と改称。
- 1968年（昭和43年） - 住居表示実施による表記変更（「星ケ丘」→「星が丘」）により、相模原市立星が丘小学校と改称[1]。

## 通学区域
- 相模原市中央区[3]
  - 千代田2丁目（全域）
  - 千代田3丁目（3番〜10番）
  - 千代田4丁目（全域）
  - 千代田5丁目（全域）
  - 千代田6丁目（全域）
  - 千代田7丁目（全域）
  - 星が丘1丁目（全域）
  - 星が丘2丁目（全域）
  - 星が丘3丁目（全域）
  - 星が丘4丁目（全域）
  - 横山2丁目（全域）
  - 横山3丁目（全域）
  - 横山5丁目（1番〜10番）
  - 横山6丁目（全域）

## 進学中学校
- 相模原市中央区[4]
  - 相模原市立上溝中学校 - 横山3丁目、横山5丁目、横山6丁目、星が丘から通う児童の進学先
  - 相模原市立中央中学校 - 千代田（2丁目・3丁目）、横山2丁目から通う児童の進学先
  - 相模原市立弥栄中学校 - 千代田（4丁目〜7丁目）から通う児童の進学先

## 交通アクセス
- 相模原駅（JR横浜線）・相模大野駅（小田急小田原線・江ノ島線）・小田急相模原駅（小田急小田原線）・相武台前駅（小田急小田原線）神奈川中央交通バスに乗車、「千代田五丁目」バス停より徒歩4分。
- 淵野辺駅（JR横浜線）から神奈川中央交通バスに乗車、「星が丘」バス停より徒歩5分。
- 上溝駅（JR相模線）より徒歩10分。